# Torneo Interbritannico 1965
Il Torneo Interbritannico 1965 fu la settantesima edizione del torneo di calcio conteso tra le Home Nations dell'arcipelago britannico. Il torneo fu vinto dall'Inghilterra.

## Risultati
| Data             | Luogo   | Squadra 1        | Risultato | Squadra 2        |
| ---------------- | ------- | ---------------- | --------- | ---------------- |
| 3 ottobre 1964   | Belfast | Irlanda del Nord | 3 - 4     | Inghilterra      |
| 3 ottobre 1964   | Cardiff | Galles           | 3 - 2     | Scozia           |
| 18 novembre 1964 | Londra  | Inghilterra      | 2 - 1     | Galles           |
| 20 novembre 1964 | Glasgow | Scozia           | 3 - 2     | Irlanda del Nord |
| 31 marzo 1965    | Belfast | Irlanda del Nord | 0 - 5     | Galles           |
| 10 aprile 1965   | Londra  | Inghilterra      | 2 - 2     | Scozia           |

## Classifica
| Pos | Squadra          | Pti | G | V | N | P | GF | GS |
| --- | ---------------- | --- | - | - | - | - | -- | -- |
| 1   | Inghilterra      | 5   | 3 | 2 | 1 | 0 | 8  | 6  |
| 2   | Galles           | 4   | 3 | 2 | 0 | 1 | 9  | 4  |
| 3   | Scozia           | 3   | 3 | 1 | 1 | 1 | 7  | 7  |
| 4   | Irlanda del Nord | 0   | 3 | 0 | 0 | 3 | 5  | 12 |